# Andrés Ruiz (pintor)

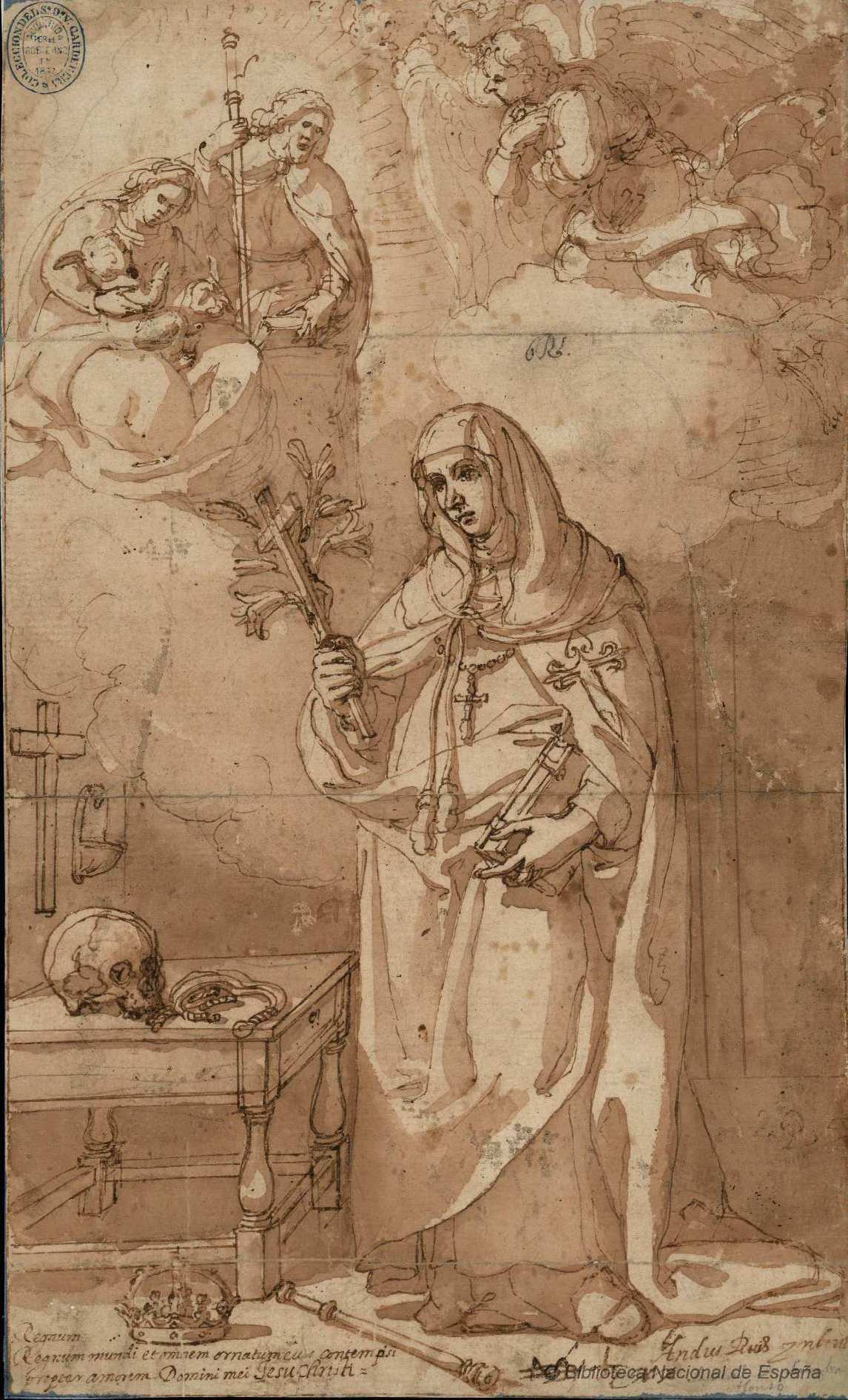
La venerable doña Sancha Alfonso, dibujo a pluma, pincel, tinta y aguada pardas sobre papel verjurado. Firmado «Andrés Ruiz ynbenit». Madrid, Biblioteca Nacional de España.

Andrés Ruiz fue un mal conocido pintor español, fallecido en Madrid el 8 de diciembre de 1622. 

## Datos biográficos
Por los libros parroquiales de la iglesia de San Sebastián de Madrid consta que en marzo de 1606 un Andrés Ruiz, pintor, casado con Francisca de Cardeñosa, actuó como padrino de bautismo de Ana, «hija de Francisco Rici, pintor, y de Isabel Muñoz, su legítima muger, estantes en esta dicha villa». El 7 de diciembre de 1617 contrajo matrimonio con Catalina Pérez de Velasco. El matrimonio residía en la carrera de San Jerónimo, junto al Hospital de los Italianos, donde poco después falleció Juana, criada del pintor, quien se hizo cargo de su entierro por catorce reales.
Falleció en Madrid, en el Hospital de los Desamparados, el 8 de diciembre de 1622 y se hizo enterrar en el convento de la Victoria, próximo a su residencia.
De su trabajo únicamente se conoce un interesante dibujo conservado en la Biblioteca Nacional de España con la imagen de la venerable doña Sancha Alfonso a pluma, pincel, tinta y aguada pardas, firmado «Andrés Ruiz ynbenit». El dibujo, posible boceto para una pintura con destino desconocido y original iconografía, revela la proximidad del pintor a Vicente Carducho y Eugenio Cajés en opinión de Diego Angulo Íñiguez y Alfonso E. Pérez Sánchez, que adjudicaron el dibujo al pintor madrileño descartando una anterior atribución al sevillano Andrés Ruiz de Sarabia.